# Bartolomeo II della Scala (vescovo)
Bartolomeo della Scala (Verona, ... – Verona, 27 agosto 1338) è stato un vescovo cattolico italiano.

## Biografia
Era figlio naturale di Giuseppe della Scala, abate di san Zeno a sua volta figlio illegittimo di Alberto I della Scala, signore di Verona. Nel 1321 venne nominato anch'egli abate di san Zeno e nel 1336 fu eletto vescovo di Verona. L'elezione trovò l'opposizione di Azzo da Correggio, consigliere di Mastino II della Scala, che per il titolo vacante avrebbe voluto un esponente della propria famiglia. Il Da Correggio informò il signore di Verona che il vescovo tramava contro di lui e Mastino, contrariato, lo trafisse con la spada davanti al palazzo vescovile il 27 agosto 1338, supportato dal suo figlio naturale Alboino. Dopo questo episodio la città rimase senza vescovo per ben cinque anni.
Bartolomeo ebbe due figli naturali: Margherita e Giuseppe.